# Kipura
Le kipura est une lutte traditionnelle congolaise dont les mouvements s’inspirent des combats de coqs. Elle est considérée comme l’un des ancêtres de la capoeira.